# Relaciones Corea del Norte-Suecia
Las relaciones entre Corea del Norte y Suecia son las relaciones diplomáticas establecidas entre la República Popular Democrática de Corea y el Reino de Suecia. Estos países establecieron relaciones diplomáticas desde el 7 de abril de 1973. Suecia inició un compromiso a largo plazo con Corea del Norte, siendo una de las relaciones más estrechas entre una nación occidental con Corea del Norte. Suecia es uno de los principales contribuyentes con ayuda humanitaria a Corea del Norte.

## Historia

### Durante la Guerra de Corea

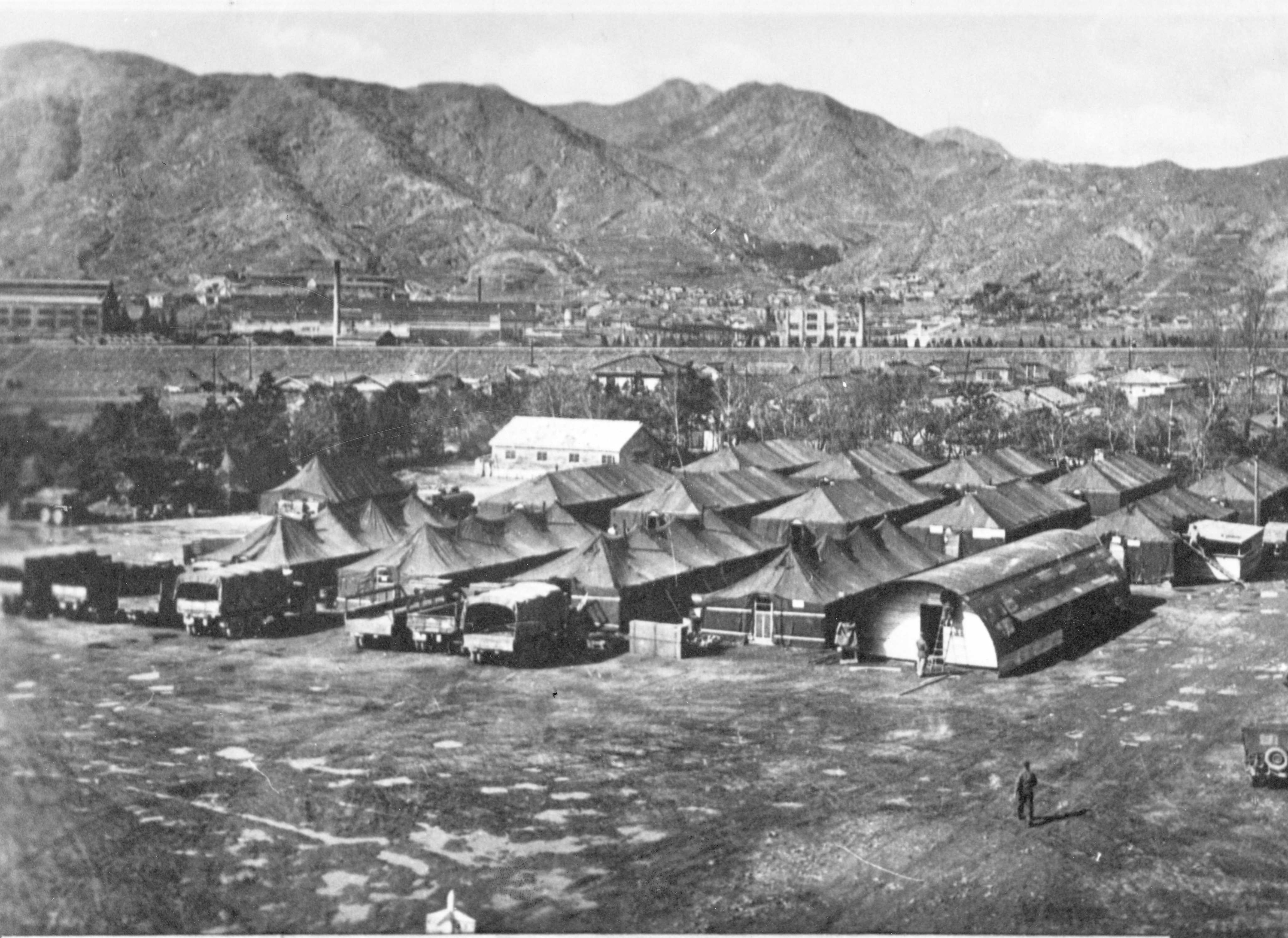
El hospital de campaña de la Cruz Roja Sueca en Busan, 1950

Durante la guerra de Corea, Suecia envió una misión a Corea para hacerle frente a la situación humanitaria causada por la guerra, la cual fue nombrada Hospital de Campaña de la Cruz Roja Sueca. Tras la resolución temporal de la guerra en 1953, Suecia participó activamente en el mantenimiento del armisticio a través de su posición en la Comisión Supervisora de Naciones Neutrales.

### Después de la guerra de Corea
En Suecia, los políticos de izquierda comenzaron una campaña a favor del reconocimiento de Corea del Norte basándose en el argumento del previo reconocimiento a Corea del Sur en 1959. Por su parte, Corea del Norte estableció una oficina de información en Estocolmo en 1970, al igual que organizó una exposición que presentaba al país en el ABF-huset. Finalmente Suecia y Corea del Norte establecieron formalmente relaciones diplomáticas el 7 de abril de 1973.
En la década de 1970, se descubrió que diplomáticos norcoreanos contrabandeaban cigarrillos y licores por toda Europa occidental como parte de las actividades ilícitas del país para sustentar su economía. De todas estas redes de contrabando, la más grande se encontraba en Suecia.
El entonces primer ministro sueco, Göran Persson, visitó Corea del Norte en 2001 con el objetivo encabezar una delegación de la Unión Europea para mantener conversaciones con el entonces líder Kim Jong-il, convirtiéndose en el primer líder occidental de la historia en visitar Corea del Norte.
A principios de 2018, el viceministro de Relaciones Exteriores de Corea del Norte visitó Suecia para discutir la próxima cumbre Corea del Norte-Estados Unidos de 2018 con la ministra de Relaciones Exteriores Margot Wallström y el primer ministro Stefan Löfven. A su visita siguió la del ministro de Asuntos Exteriores de Corea del Norte, Ri Yong-ho, en marzo de 2018.

## Embajadas

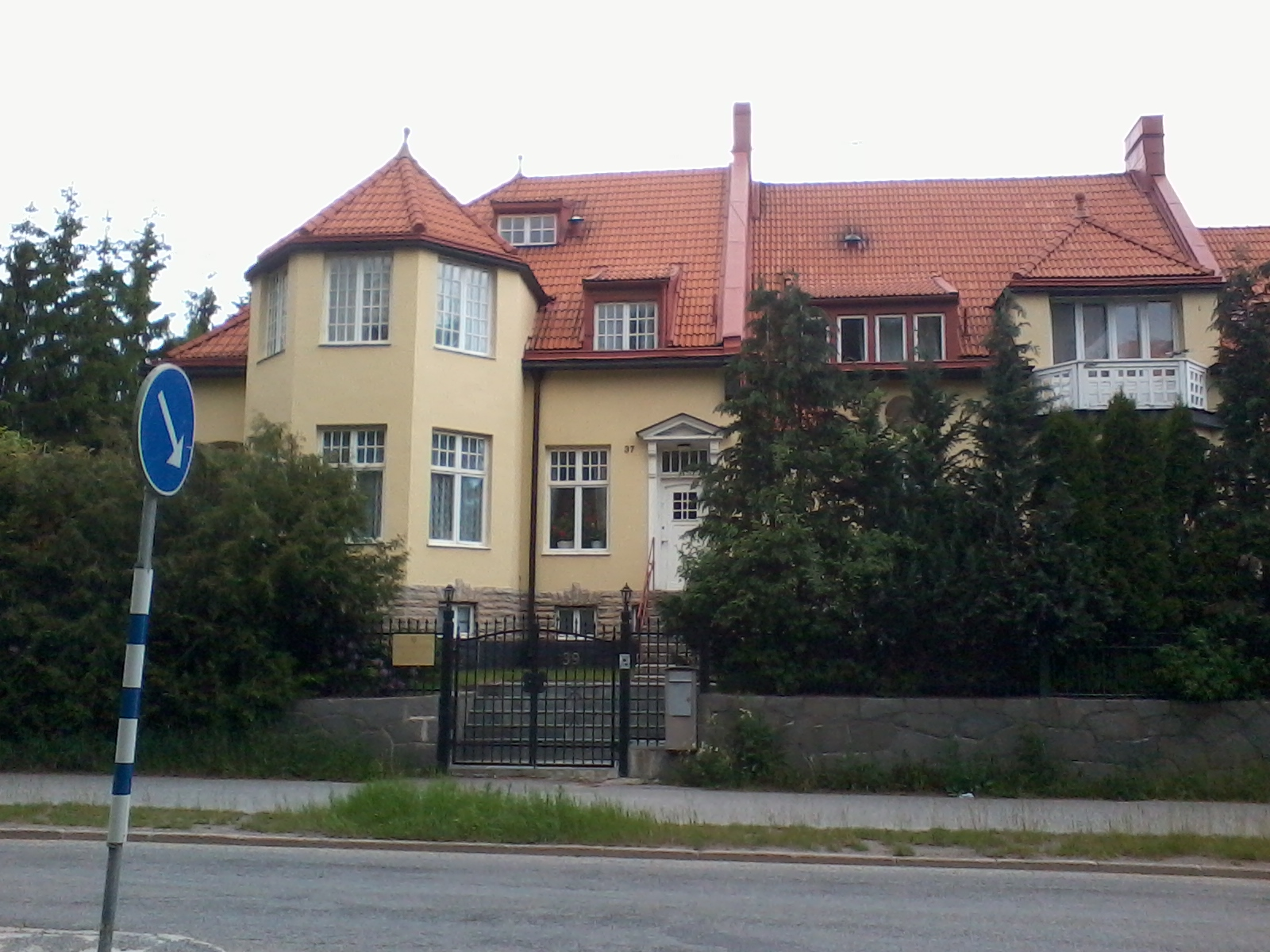
Embajada de Corea del Norte en Suecia.

Tanto Corea del Norte como Suecia tienen embajadas en el otro país.
En 1975, Suecia se convirtió en el primer país occidental en establecer una embajada en Corea del Norte, y siguió siendo el único durante 26 años que mantuviese una presencia diplomática. Pocas naciones occidentales todavía tienen una embajada en Corea del Norte, demostrando su importante papel actual de Suecia en el país. A través de esa embajada, Suecia representa los intereses consulares de Australia, Canadá, Italia, los países nórdicos y los Estados Unidos. Suecia actúa a menudo como intermediario en las negociaciones entre Corea del Norte y los países occidentales, siendo especialmente activo en la mejora de las relaciones entre Corea del Norte y Estados Unidos.

## Comercio

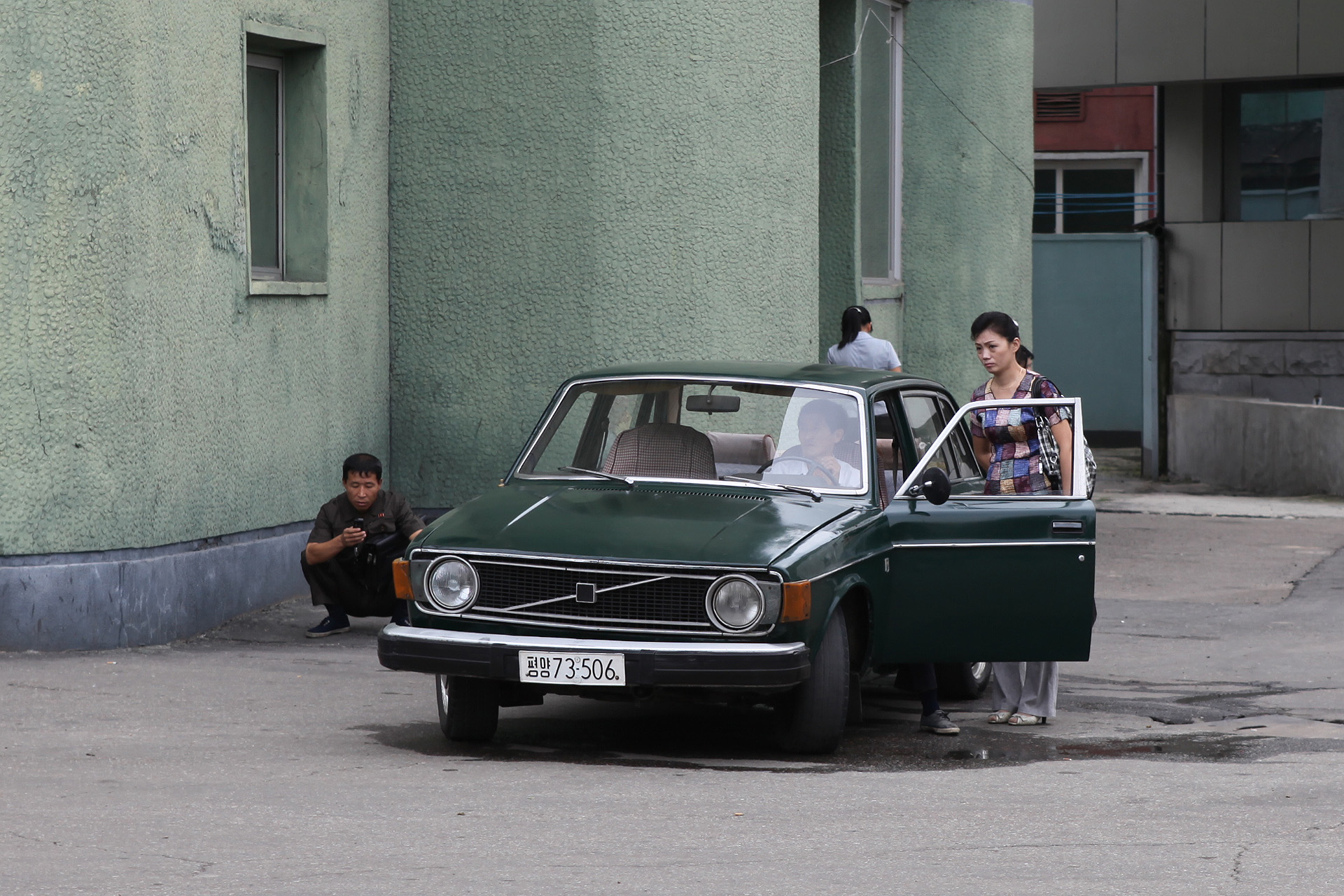
Un Volvo 144 exportado de Suecia a Corea del Norte en 2010.

En la década de 1970, Suecia comenzó a ver a Corea del Norte como un mercado lucrativo. Empresas suecas como Volvo, ASEA, Kockums, Atlas Copco y Alfa Laval quisieron exportar sus productos al país, realizando una exposición industrial en Pionyang. Durante esa década, Corea del Norte importó varios artículos, incluyendo alrededor de 1,000 automóviles Volvo que nunca fueron pagados, lo que llevó a los diplomáticos soviéticos a llamarlo «El mayor robo de automóviles en la historia de la humanidad». Estos Volvo eran habituales en Pionyang hasta la década de 2010, donde desde entonces se han vuelto cada vez más difíciles de mantener. Corea del Norte todavía debe 2,200 millones de coronas suecas (234 millones de euros) a Suecia por estas importaciones. La deuda de Corea del Norte con Suecia es la mayor que la de cualquier otro país con Suecia.

## Sociedad
Villy Bergström, exsubdirector del Banco de Suecia, ha visitado a Corea del Norte en 1971 en calidad de periodista para escribir su libro «Bilder från Nordkorea», el cual inicialmente fue criticado por ser anti-coreano, y crítico con el país, sin embargo posteriormente, fue señalado que era bastante simpatizante con Corea del Norte. Bergström nunca se arrepintió de haber escrito el libro, a pesar de que fue llamado incompetente para su puesto debido al libro.